# Petr Fiala
Petr Fiala (phát âm tiếng Séc: [ˈpɛtr̩ ˈfɪjala]; sinh ngày 1 tháng 9 năm 1964) là một chính trị gia và nhà khoa học chính trị người Séc, là thủ tướng Cộng hòa Séc kể từ tháng 11 năm 2021  và lãnh đạo của Đảng Dân chủ Công dân (ODS ) kể từ năm 2014. Trước đây ông từng giữ chức vụ Bộ trưởng Bộ Giáo dục, Thanh niên và Thể thao từ năm 2012 đến năm 2013. Trước khi tham gia chính trị, ông là hiệu trưởng của Đại học Masaryk.
Ông là một người có quan điểm bảo thủ, ông có quan điểm hoài nghi châu Âu nhẹ, và nói rằng ông phản đối "chủ nghĩa cực đoan chính trị" và "chủ nghĩa dân túy". Ông phản đối hôn nhân đồng giới như ông đã nói trong cuốn sách của mình. Nhiều công ty có trụ sở tại Séc đã yêu cầu Fiala chấp thuận hôn nhân LGBT.